# Laasn
Laasn ist das dritte Studioalbum der Südtiroler Folk-Band Titlá. Es erschien 2008, sieben Jahre nach Veröffentlichung des letzten Albums, bei ELCH music.

## Hintergrund
Nach der Veröffentlichung ihres zweiten Albums stur und tamisch (2001) machte die Band eine längere Pause. Erst 2006 schlossen sich die Musiker wieder zusammen. 2008 nahmen sie schließlich Laasn innerhalb von drei Tagen auf, das Album erschien im Dezember. Der Titel bedeutet „Spuren“ bzw. „Spurrillen“ und signalisiert die Volksmusik-Spurensuche der Band. Toni Taschler erklärte, sie würden die Musik jetzt mit mehr Respekt behandeln, ohne sie also zu ironisieren. Der slawische Einfluss ist auf diesem Album neu. Erstmals ist Schlagzeuger, Kontrabassist und Harmonikaspieler Peter Paul Hofmann auf einem Album zu hören.
Wie die Vorgängeralben entstand Laasn mit Unterstützung der Südtiroler Landesregierung.

## Inhalte und Besonderheiten
Unter den 18 Titeln des Albums sind fünf Lieder (darunter ein Traditional) und 13 instrumentale Stücke (darunter vier Traditionals).

### Lieder
Mai Herz isch a Ggimpl a klaando („Mein Herz ist ein Gimpel, ein kleiner“) ist eine Vertonung des gleichnamigen Gedichts von Wolfgang Sebastian Baur aus dem Gedichtband Puschtra Mund Art, wobei der Text stark ausgebaut wurde. Es ist ein Liebeslied, in dem der Sänger sein Herz nacheinander mit einem kleinen „Ggimpl“ (Gimpel), einem kleinen „Zaisile“ (Zeisig), einem stolzen „Krumpa“ (Kreuzschnabel), einer schwarzen „Omsl“ (Amsel), einer freien „Schwolwe“ (Schwalbe) und einem „Pfutschiggeinga“ (einer Meise) vergleicht. Die letzte (neunte) Strophe endet mit dem Satz: „Schperr nie unt nimma a herz in a schtaige, wail sem lepp s nimma long“ (Sperre nie und nimmer ein Herz in einen Vogelkäfig, sonst lebt es nicht mehr lange). Dieses Lied wurde von der Kritik besonders gelobt.
Do Grotte („Der Karren“) ist die Vertonung eines „Korrnrliad“ von Luis Stefan Stecher. Diese Gedichtsammlung im Vinschgauer Dialekt erzählt von den Karrnern (auch Dörcher, Laninger, Jenische), einem Volksstamm von fahrenden Händlern, die bis zu den 70er-Jahren durch Tirol zogen und seit Maria Theresia (aber vor allem zur Nazi-Zeit) unter Verfolgung und Assimilierungsversuchen litten. Ein weiteres „Korrnrliad“ auf diesem Album ist A Duzant Kindo („Ein Dutzend Kinder“). Die Übertragung der Texte in den Pustertaler Dialekt erfolgte durch Hermann Kühebacher.
In Huunschpiil („In der Huhnspiel-Hütte“) ist die Vertonung eines 1986 entstandenen Gedichts des Sprachforschers Egon Kühebacher. Darin geht es um die „Huhnspiel-Hütte“ auf dem Helm-Skigebiet. Sie wurde benannt nach den dort ursprünglich stattfindenden Hahnenkämpfen; Kühebacher bedauert die Erschließung des Gebiets und den anschließenden Andrang von Skitouristen.
Dasse mai Liepschta bisch („Dass du meine Liebste bist“) ist ein traditionelles Volkslied aus Schleswig-Holstein von ca. 1800, der ursprüngliche plattdeutsche Titel lautet „Dat du min Leevsten büst“. Allerdings wird es im Original von einer Frau an ihren Liebsten gerichtet. Der Text wurde zunächst von Wolfgang Sebastian Baur in den Pustertaler Dialekt übertragen und danach noch einmal durch Titlá umgearbeitet.

### Instrumentale Stücke
Die Lotlá-Polka („Lasst-nur-Polka“) von Toni Taschler enthält Teile der Melodie des Tiroler Volkslieds Das Schönste auf der Welt. Weitere Stücke von Taschler sind Hiasl Bairischo („Matthias Bayerischer“), Liesl-Landla („Liesel-Ländler“), Paul-Jodla („Paul-Jodler“) und Hermans Giburtstogs-Wolzale („Hermans Geburtstags-Walzerchen“).
Schnapsflaschl Boarischer („Schnapsfläschchen-Boarischer“) von Klaus Karl ist in der Volksmusik-Szene sehr bekannt. Die Umfohrungs-Polka („Umfahrungs-Polka“) stammt traditionell aus Stumm. Der Titel ist eine Anspielung auf den Bau der Umfahrungsstraße in Niederdorf. Schilch Nannile („Die schielende Anna“) stammt aus der Umgebung von Brixen und hieß ursprünglich „Schilch Annele Mazurka“.
Toblana-Eck ist das einzige Stück von Peter Paul Hofmann. Der Titel ist eine Zusammenziehung aus Toblach, Lana und Bruneck. Die Schotter-Polka stammt aus Mayrhofen und wurde mit Rumba-Elementen vermischt. Der Puschtra Jodla („Pustertaler Jodler“) wurde erstmals 1911 vom Bozner Uhrmacher Franz Pirker vorgesungen.
Aus der Bordun-Szene stammen die Stücke L’Inconnu de Limoise („Der Unbekannte von Limoise“; im Booklet fälschlich L’Innconnu …), eine belgische Mazurka von Maxou Heintzen, und Marguerite, ein Walzer von Philippe Prieur.

## Titelliste
1. Mai Herz isch a Ggimpl a klaando – 6:01 (Text: Wolfgang Sebastian Baur / Musik: Toni Taschler)
2. Lotlá-Polka – 2:36 (Toni Taschler)
3. Schnapfsflaschl Boarischer – 3:36 (Klaus Karl)
4. Do Grotte – 3:29 (Luis Stefan Stecher / Toni Taschler)
5. Hiasl Bairischo – 3:09 (Toni Taschler)
6. Umfohrungs-Polka – 2:27 (Traditional)
7. Schilch Nannile – 2:58 (Traditional)
8. Toblana-Eck – 2:16 (Peter Paul Hofmann)
9. A Duzant Kindo – 4:32 (Luis Stefan Stecher / Toni Taschler)
10. Liesl-Landla – 4:00 (Toni Taschler)
11. Paul-Jodla – 1:50 (Toni Taschler)
12. L’Inconnu de Limoise – 2:29 (Maxou Heintzen)
13. Schotter-Polka – 2:18 (Traditional)
14. In Huunschpiil – 4:35 (Egon Kühebacher / Hermann Kühebacher, Edi Rolandelli)
15. Puschtra Jodla – 3:06 (Traditional)
16. Marguerite – 1:48 (Philippe Prieur)
17. Hermans Giburtstogs-Wolzale – 3:00 (Toni Taschler)
18. Dasse mai Liepschta bisch – 4:40 (Traditional)

## Rezeption
Das Album erhielt wie die Vorgängeralben gute Kritiken.
Georg Mair schrieb im Wochenmagazin ff, Laasn sei „urig und raffiniert zugleich und näher an der Tradition als die früheren Alben, mit ganz wenig Schmelz, der irische und jiddische Einfluss dezent präsent. Ein Schmelztiegel auf Tirolerisch.“ Die Musik sei „ehrlich und warm, mit einem Schuss Melancholie“. Zu Mai Herz isch a Ggimpl a klaando meinte er, ein Lied könne gar nicht schöner erklären, was ein Menschenleben ausmacht.
Ebenfalls in der ff schrieb Philipp Elisabeth, Titlá musizierten „kühn, wohl aber mit einem tiefen Gespür und Respekt für die inneren Zusammenhänge.“ Die CD habe einen schwermütigen Charakter, allerdings komme diese Schwermut niemals weinerlich daher, sondern berühre „unaufdringlich und poetisch“. Die instrumentalen alpenländischen Stücke bildeten einen beschwingten, lustigen Gegenpart zu den lyrischen Gesangsstücken. Es sei beeindruckend, wie Titlá es verstünden, „traditionelle, an eine bestimmte Kultur gebundene Weisen für das gegenwärtige Ohr zu öffnen“.
Christian Zastrow vom Webmagazin FolkWorld fand in dem Album „[v]iele schöne Melodien und kritische Texte – weit weg von der Oberflächlichkeit der Volksmusik aus dem Fernsehen“. Auch die Terzen „wirken nicht trivial, sondern eher melancholisch“. Es handle sich um „Alpenmusik von der feinen Sorte – manchmal nachdenklich und immer angenehm zu hören“.